# Nicklaus Flaz
Nicklaus Flaz (ur. 10 listopada 1995) – portorykański bokser, brązowy medalista Igrzysk Ameryki Środkowej i Karaibów w Veracruz z roku 2014.

## Kariera
W 2014 roku Flaz zajął trzecie miejsce w kategorii półśredniej na Igrzyskach Ameryki Środkowej i Karaibów, które rozgrywane były w Veracruz. Rywalizację na igrzyskach rozpoczął od pokonania na przez techniczny nokaut w drugiej rundzie Yadera Hernándeza w pojedynku eliminacyjnym. W ćwierćfinale wyeliminował reprezentanta Haiti Snooda Duqueneya, pokonując go przez techniczny nokaut w drugiej rundzie. W półfinale pokonał go nieznacznie na punkty (1:2) reprezentant Bahamów Carl Heild.
Od 2015 roku reprezentuje drużynę Puerto Rico Hurricanes w rozgrywkach World Series of Boxing.